# Salomon Philipp Gans
Salomon Philipp Gans (geboren 6. Februar 1788 in Celle; gestorben 2. November 1843 ebenda) war ein deutscher Jurist und Publizist aus Celle.

## Herkunft
Gans stammt aus einer der ältesten jüdischen Familien in Deutschland, deren Ursprünge sich bis in das 14. Jahrhundert zurückverfolgen lassen. Die cellesche Linie lässt sich auf Salomon Gans (gest. 1654) und Jente Hameln (gest. 1695), einer Tochter des Bankiers Joseph Hameln aus der Frankfurter Familie Goldschmidt zurückführen.
Jente Hameln gilt als die „Stammmutter“ einer weitverzweigten jüdischen Familie, zu deren Nachkommen in den verschiedenen Zweigen die Dichter und Schriftsteller Heinrich Heine, Carl Sternheim, Paul Heyse, die Professoren Eduard Gans (ein Cousin von Salomon Philipp Gans), Julius Oppert, der 1933 von den Nationalsozialisten ermordete Hannoveraner Philosophieprofessor Theodor Lessing und der Komponist Felix Mendelssohn Bartholdy gehören.
Bedeutung gewann die Celler Familie Gans unter dem Enkel Salmans, Isaac Jacob Gans (1723 – 12. März 1789), dem Großvater des Advokaten Salomon Philipp Gans. Er wurde am 16. Oktober 1777 zum Hofagenten des britisch-hannoverschen Thrones ernannt. Es gelang ihm, ein großes Vermögen zu erwirtschaften. Als er 1798 starb, hinterließ er seinen Erben etwa 100.000 Reichstaler. Das Erbe wurde in einem Testament vom 23. März 1797 in etwa gedrittelt, wobei 2/3 als direkte Erbschaft an seine Hinterbliebenen fiel. Das restliche Drittel in Höhe von 30.000 Reichstalern in Gold wurde in eine Familienstiftung eingebracht. Die Zinserträge waren für die Erziehung von bedürftigen Jungen der Familie, für die Ausstattung des Brautschatzes ebenso bedürftiger junger Frauen, für familiäre Notfälle und für religiöse Zwecke zugunsten des celleschen Rabbiners und der Synagoge bestimmt.
Das Fideikommiss bestand fast 150 Jahre, bis es am 28. Mai 1941 zwangsweise in den Besitz der Reichsvereinigung der Juden in Deutschland zur Enteignung durch den nationalsozialistischen Staat überging.

## Leben

### Familie und Ausbildung
Salomon Philipp Gans war der älteste Sohn von Hofagent Isaac Philipp Gans und Esther Wallich und der Enkel von Issac Jacob Gans. Er besuchte ab 1801 als erster Jude das Celler Gymnasium, wo eine Gewichtung auf den Naturwissenschaften lag und ab 1804 Hebräisch unterrichtet wurde.
1806 nahm Gans in Halle ein Jurastudium auf. Bereits nach einem halben Jahr verließ er mit nahezu 90 % seiner Kommilitonen die Universität, nachdem sie durch Napoleon im Anschluss an die Schlacht bei Jena und Auerstedt (14. Oktober 1806) vorübergehend geschlossen worden war. Gans immatrikulierte sich am 23. April 1807 an der Universität Göttingen. Bis zum Ende des Sommersemesters 1808 lässt sich ein Studienaufenthalt in Göttingen nachweisen. Eine schwere, langandauernde Krankheit unterbrach Ostern 1808 sein Studium. Seine Prüfung bestand er im Jahre 1810 am Celler Appellationshof.

### Berufsleben
Ab dem 1. März 1811 trat er als Advokat in Celle auf, die Ernennung zum Prokurator erfolgte umgehend. Die Zulassungen wurden durch den Code Napoleon ermöglicht, der im Königreich Westphalen unter der Herrschaft von Jérôme Bonaparte die vollständige Freiheit der jüdischen Bewohner garantierte. Gans gehörte zur ersten Generation deutsch-jüdischer Juristen, die aus Rabbiner- oder wohlhabenden Kaufmannsfamilien stammten und aus Interesse das juristische Studium aufnahmen. 
Mit dem Ende der napoleonischen Herrschaft verlor er zunächst seine Zulassungen, erhielt jedoch bereits am 7. Februar 1814 die landesherrliche Genehmigung, seinen Beruf wieder auszuüben, allerdings nur die Advokatur, die Prokuratur blieb ihm verschlossen. Die Dispensation von Gans wurde praktisch zum Muster für alle weiteren. Insgesamt lassen sich bis 1828 noch sieben jüdische Advokaten außer Gans im Königreich Hannover nachweisen. Ab 1828 wurden im Königreich Hannover keine neuen Advokaten jüdischen Glaubens mehr zugelassen. Die vorherige Lage wurde erst wieder im „Gesetz über die Rechtsverhältnisse der Juden“ vom 30. September 1842 hergestellt.

### Privatleben
Gans Leben war von frühester Jugend durch schwere Krankheiten beeinträchtigt. Er heiratete 1819 seine Cousine Amalia (1797–1868), Tochter seines Onkels Susmann Gans. Aus dieser Ehe gingen sechs Töchter hervor, die zwischen 1821 und 1830 geboren wurden. Seit 1821 war er als Nachfolger des Bürgermeisters Schulze Administrator der Gansschen Familienstiftung und ab 1828, nach dem Tod seines Vaters, auch Senior der Familie, der sich um die Einhaltung des Testamentes von Isaac Jacob Gans kümmern musste. Nachdem er in jungen Jahren häufig unter Geldknappheit litt, bezeichnete Gans seine Vermögenslage später selbst als „genug um sich und die Seinigen ernähren zu können, und noch einiges Wenige darüber“.
Gans bekannte sich zu seinem Glauben, anders als sein Cousin Eduard, der zum Christentum konvertierte. Die Erziehung und das Leben in einer christlichen Umwelt und das Streben, sich in die bürgerlich-christliche Welt zu integrieren, hatten ihre Spuren auch in seinem religiösen Leben hinterlassen. Distanz zur jüdischen Gemeinde und zum jüdischen Gemeindeleben prägten vor allen Dingen die letzten Jahre seines Lebens. Mit der Gemeinde geriet er überdies in Streit über den Sinn jüdischen Religionsunterrichtes. Seine Töchter ließ er zwar noch in den religiösen Fächern unterrichten, schickte sie aber in die Celler Bürgerschule.
Salomon Philipp Gans starb am 1. November 1843 im Kreise seine Familie in Celle.

## Wirken

### Juristisch-politische Publizistik
Mit schriftstellerischer Arbeit begann Gans im Jahre 1810 mit einem Werk über das Erbrecht im napoleonischen Gesetzbuch. Diese Auseinandersetzung mit dem französisch-westfälischen Recht dürfte seinem fulminanten Karrierestart nachgeholfen haben. Für die zweite Veröffentlichung „Von dem Amte der Fürsprecher vor Gericht“ ließ er sich bis 1820 Zeit. Im Jahre 1824 erregte er über die Grenzen des hannoverschen Königreichs hinaus Aufsehen mit seinem Buch „Von dem Verbrechen des Kindermordes“, die bis zu diesem Zeitpunkt umfangreichste Monografie zu diesem Thema. Bemerkenswert war insbesondere die Erklärung der Kindestötung vom Motiv her (der Kindesmord werde nur verübt, um das uneheliche Verhältnis zu verdecken, da es als noch größere Schande angesehen wurde), was zu der einzigen Konsequenz führen musste, dass die Tötung eines Neugeborenen durch die Mutter nicht mehr mit dem Tode zu bestrafen sei. Gans sah in den Kindermörderinnen ebenso Täterinnen wie Opfer. Beide Werke aus der ersten Hälfte der zwanziger Jahre begründeten seinen Ruf als juristischer Schriftsteller. Für diese Arbeit wurde er außerhalb Hannovers durch den preußischen König Friedrich Wilhelm III. mit der großen goldenen Medaille für Kunst und Wissenschaft geehrt, der russische Zar Alexander I. beschenkte ihn mit einem Brillanten.
Wichtigstes Ziel seiner publizistischen Tätigkeit war die Einflussnahme auf politische Entscheidungen über den Weg der Schaffung von Öffentlichkeit für juristische, später auch politische Probleme. Am Ende der 1820er Jahre weitete Gans seine juristisch-politische Publizistik aus. Er gab die Zeitschrift für die Civil- und Criminal-Rechtspflege heraus, in der neben ihm fast alle namhaften Celler Juristen seiner Zeit, wie der Direktor der Celler Justizkanzlei Hagemann, der Oberappellationsrat Dr. Spangenberg und Gans’ juristischer Gegner im Prozess gegen die Osteroder und Göttinger Staatsgefangenen Justizrat von Bothmer Beiträge veröffentlichten. In diese Zeit fiel auch sein ausführlicher Kommentar zum Entwurf eines Strafgesetzbuches für das Königreich Hannover, der in zwei Bänden in den Jahren 1827/28 erschien.

### Politischer Prozess nach der Göttinger Revolution
Neben der publizistischen Tätigkeit wurde Gans auch durch zwei Ereignisse überregional bekannt. Ab dem Jahr 1831 verteidigte er die Anführer der Unruhen der Göttinger Revolution als Pflichtverteidiger. Im Januar 1831 kam es im Zuge der französischen Julirevolution von 1830 in Göttingen und Osterode zu Aufständen und gewalttätigen Ausschreitungen von Studenten, Privatdozenten und Teilen des Bürgertums, die erst durch ein Aufgebot von 5.000 hannoverschen Soldaten niedergeschlagen werden konnten. Die Göttinger Revolution oder Göttinger Erhebung hatte das Ziel, König Wilhelm IV. eine demokratische und liberale Verfassung abzutrotzen. Die Anführer der Unruhen wurden verhaftet, zunächst nach Hannover und anschließend nach Celle gebracht. Das Kabinettsministerium bestimmte am 21. Januar 1831 die Justizkanzlei in Celle zum zuständigen Gericht. Damit wurde den Gefangenen das rechtmäßige Gericht vorenthalten. Die Regierung wollte damit verhindern, dass es in Göttingen zu Solidaritätsbekundungen kommen könnte.
Die Verlegung des gesamten Prozesses nach Celle war für die Gefangenen, den Verteidiger Gans und die Öffentlichkeit ein wichtiger Ansatzpunkt für eine Kritik am ganzen Verfahren, zeigte es ihnen doch, dass auch auf gesetzliche Garantien nicht unbedingt Verlass war. Erst Ende April 1832 erhielt Gans als alleiniger Verteidiger zum ersten Mal Einsicht in die Untersuchungsakten. Gans hatte als einziger Rechtsanwalt, der sich vor Ort mit der Sache beschäftigte, eine Aktenmenge zu bewältigen, die nach seiner eigenen Einschätzung ca. 60.000 Blatt umfasste, Vernehmungsprotokolle der Angeklagten und der etwa 500 Zeugen, sowie umfangreiche Behördenberichte über die Ereignisse. In achtwöchiger Arbeit verschaffte er sich einen Überblick über die Aktenlage, so dass er einen ersten Bericht für die Ständeversammlung und einen Revisionsantrag wegen einer verweigerten Haftentlassung gegen Kaution für die Angeklagten, einreichen konnte. Erst 1836 wurden die Verfahren erstinstanzlich abgeschlossen, Revisionen zogen sich bis 1840 hin. Erst nach dem Tod von Gans wurde 1845 wurde der letzte Verurteilte unter der Bedingung der Auswanderung nach Amerika aus der Haft entlassen.
Die Vorstellungen von Gans zum Verfahren gegen sogenannte Staatsverbrecher implizierten die grundsätzliche Bereitschaft in einem Prozess, wie er gegen die Staatsgefangenen geführt wurde, neben juristischen auch politische Mittel zu benutzen. Den theoretischen Hintergrund für dieses Vorgehen hatte er bereits in den Jahren 1827 und 1828 in seinem zweiteiligen Werk „Kritische Beleuchtung des Entwurfs eines Strafgesetzbuches für das Königreich Hannover“ gelegt. Unter dem Eindruck der Prozesse gegen die Staatsgefangenen wandte sich Gans 1834 in seinem Entwurf einer Criminal=Proceßordnung für das Königreich Hannover dagegen, dass die Regeln des Inquisitionsprozesses auf politische Verfahren angewandt würden. Gerade durch die Ereignisse habe sich gezeigt, wie wichtig seine Gedanken zur Trennung der Staatsverbrechen von den Strafgesetzen und Eingliederung in ein Grundgesetz gewesen seien.
Zwei Schritte prägten den öffentlich-politischen Teil der Verteidigung der Staatsgefangenen. Zunächst der vergebliche Versuch, auf dem Gnadenweg eine Abolition, d. h. Niederschlagung des Verfahrens und die Haftentlassung durch den König zu erreichen. Dieser Weg führte nicht zum Erfolg. Im zweiten Schritt erfolgte im Sommer 1832 der Gang an die Öffentlichkeit zu einem Zeitpunkt, wo das Untersuchungsverfahren vor dem Ende stand und das ganze Ausmaß des politischen Mammutprozesses sichtbar wurde. Zeitgleich setzte eine zweite Petitionswelle ein, die gezielt die Ständeversammlung aufrief, sich für die Niederschlagung des Verfahrens beim König einzusetzen. Die Petitionen waren begleitet durch eine breite Unterstützung in Form von Unterschriftensammlungen, deren bedeutendsten aus Hildesheim (ca. 920 Unterschriften), Lüneburg (ca. 320), Minden (ca. 190) und aus dem Raum Stade mit insgesamt drei Petitionen von Bürgern der Stadt (ca. 230) der umgebenden Ortschaften (ca. 200) und mehrerer Gemeinden des Kehdinger Landes stammten.
Das Abolitionsgesuch für die Staatsgefangenen setzte ein etwa zweijähriges Verfahren gegen Gans, wegen „öffentlicher Injurien und Kalumien“, d. h. wegen Beleidigung und Verleumdung in Gang. Am 23. Juni 1832 wurde Gans erstinstanzlich zu einer halbjährigen Zuchthausstrafe und zur Suspension von seiner Advokatur verurteilt. Am 29. Januar 1833 erfolgte das Urteil in zweiter Instanz durch die Stader Justizkanzlei. Es schloss sich in der grundsätzlichen Strafwürdigkeit des Abolitionsgesuches und der während des Verfahrens von Gans gemachten Äußerungen der ersten Instanz an, hielt Gans aber Milderungsgründe deutlich zugute. Das erstinstanzliche Urteil wurde aufgehoben und in eine dreiwöchige Gefängnisstrafe umgewandelt. Trotz eines erneuten Gnadengesuchs wurde das Urteil im Juni 1833 vollzogen und Gans für drei Wochen inhaftiert.

### „Ueber die Verarmung der Städte und des Landmanns...“
Wie kaum eine andere Schrift der diskussionsfreudigen Jahre 1830/31 erregte die Flugschrift von Gans Ueber die Verarmung der Städte und des Landmanns und der Verfall der städtischen Gewerbe im nördlichen Deutschland, besonders im Königreich Hannover öffentliche Aufmerksamkeit. Die Popularität der Gans‘schen Schrift wurde durch die gezielte Ansprache der Träger des Protestes hervorgerufen, die sich durch gleichzeitig vorhandene Reformwünsche und Loyalität gegenüber dem Königshaus auszeichneten. Nicht Revolution, sondern Reformierung einer an den politischen und sozialen Bedürfnissen der Menschen vorbeigehenden Politik, sowie demokratische Beteiligung wurde von Gans in einer Sprache eingefordert, die versucht zu informieren, aber auch christliche religiöse Formeln benutzte und vor Ansätzen von Polemik nicht zurückschreckte. Während die Diskussion der Reformwünsche von den Liberalen des Königreiches vorangetrieben wurde, diente vor allem Gans’ Flugschrift den konservativen und reaktionären Kreisen als ideales Angriffsziel, um sich gegen die Reformforderungen zu wehren. Die Reaktionen auf Gans’ Schrift waren geprägt durch vielfältige Polemik. Diese folgte im Wesentlichen drei Strängen. Der erste richtete sich gegen die politischen Vorstellungen des „Wunderdoctor(s)“ Gans, dessen „Universalmittel“ vom „Hanswurst“ den lesenden „Dummköpfe“ angepriesen worden seien. Ein „verstecktes Gift“ sei ausgegeben worden, welches in „lächerlichen Phrasen“ „kosmopolitische Träumereien“ verbreitete. Der zweite Strang richtete sich gegen den Advokaten Gans und dessen Qualifikation. Der „gewandte Geschäftsmann“, der allerdings das Studium der Mathematik „gänzlich vernachlässigt“ hätte, weil diese Wissenschaft „namentlich von Juristen, vorzüglich den Advocaten pflichtmäßig so gehasst“ werde, dass sie von schwierigen Verhältnissen nichts verstehen könnten. Der dritte, allerdings nicht so stark hervortretende Strang richtete sich gegen den Juden Gans, denn „nur einem alttestamentarischen Glaubensgenossen“ könnte man die mangelnde Geschichtskenntnis verzeihen, die in seinen Ausführungen zum Vorschein gekommen sei.

## Schriften (Auswahl)

### Als Autor
- An Se. Majestät den König die Bürgerschaft der Stadt Celle im Königreiche Hannover. Celle 1831.
- Beitrag zur Belehrung meiner Mitbürger und Landesleute über die Hannoversche Verfassungsangelegenheit. Leipzig 1839. Erschien anonym.
- Das Erbrecht des Napoleonischen Gesetzbuches in Deutschland. Hannover 1810.
- Einige Bemerkungen über das remedium restitutionis in integrum gegen Erkenntnisse des Königl. Ober-Appellations-Gerichts in Civilsachen. In: Zeitschrift für die Civil- und Criminal-Rechtspflege im Königreich Hannover. Erster Band, Zweites Heft, S. 228–259. Hannover 1826.
- Entwurf einer Criminal-Proceßordnung für das Königreich Hannover von der Königlich Hannöverschen Regierung der allgemeinen Ständeversammlung des Königreichs vorgelegt, mit den Gutachten der beiden in den Jahren 1830 und 1833 niedergelegten ständischen Commissionen und einer Einleitung und Bemerkungen herausgegeben von S.P. Gans. Göttingen 1836.
- Erwiderung auf die von dem Ober-Steuer- und Landes-Qeconomie-Rath Baring herausgegebenen Bemerkungen zu meiner Schrift über die Verarmung der Städte und des Landmanns u.s.w. in Beziehung auf Steuerzahlungen, Gemeinheits-Theilungen und Verkoppelungen. Auch als Nachtrag zur obgenannten Schrift. Braunschweig Mitte März 1831.
- In wie weit können Königl.Cammerbediente als gültige Zeugen für Königl. Domainen-Cammer in Proceßsachen derselben betrachtet werden? In: Zeitschrift für die Civil- und Criminal-Rechtspflege im Königreich Hannover. Erster Band, Zweites Heft, S. 183–199. Hannover 1826.
- Johann Henning Wrede auch Schäfer genannt aus Elze im Königlich Hannöverschen Amte Meinersen, der am 27ten Februar 1929 hingerichtete Mörder der Dienstmagd Henriette Elisabeth Hornbostel aus Elze. Dargestellt aus den gerichtlichen Untersuchungs-Acten. Celle 1829. Erschien anonym.
- Kritische Beleuchtung des Entwurfs eines Strafgesetzbuches für das Königreich Hannover, nebst dem Entwurfe selbst, in dessen zuletzt bekannt gewordener Redaction, von einem practischen Rechtsgelehrten. Erster Theil, enthaltend den ersten und allgemeinen Theil des Entwurfs. Celle 1827 Digitalisat; Zweiter Theil, enthaltend den zweiten und besonderen Theil des Entwurfs. Celle 1828. Digitalisat
- Ueber Armen-Recht im Processe. In: Zeitschrift für die Civil- und Criminal-Rechtspflege im Königreich Hannover. Erster Band, Erstes Heft, S. 26–33. Hannover 1826.
- Ueber das Recht des Landesherrn, kraft landesherrlicher Machtvollkommen-heit und als höchster Gesetzgeber testamentarische Verfügungen der Unterthanen aufzuheben. In: Zeitschrift für die Civil- und Criminal-Rechtspflege im Königreich Hannover. Erster Band, Drittes Heft, S. 378–394. Hannover 1826.
- Über die Erfordernisse der hypotheca quasi publica ad C.II.VIII.18.C. qui potiores in pignore, durch einen Rechtsfall erläutert. In: Juristisches Magazin neue Folge für das bürgerliche und Strafrecht mit besonderer Rücksicht auf das Bauernrecht. Neueste Folge erster Band in vier Heften. Herausgegeben von J.Scholz dem Dritten, Oberappellations- und Landesgerichtsprokurator zu Wolfenbüttel; Dr.Liebe, Advokaten zu Braunschweig; Gans, Advokaten zu Celle; Dr.Zachariä, Professor zu Göttingen. Erster Band, Erstes Heft, S. 33–48. Braunschweig 1836.
- Ueber die Rechtsfrage: Wem gehören bei Pachtungen überhaupt und bei Domainen-Pachtungen insbesondere die zur Zeit der Beendigung der Pacht noch nicht eingeerndteten Früchte? - Darstellung eines Rechtsstreits zwischen dem Königl. Preuß. Landrathe Hrn. Reichsgrafen v.Westphalen zu Fürstenberg und der Königlichen Domainen=Cammer zu Hannover die Halmtaxe bei Rückgabe der Liebenburger Amtspacht betreffend. Celle 1837.
- Ueber die Verarmung der Städte und des Landmanns und den Verfall der städtischen Gewerbe im nördlichen Deutschland, besonders im Königreiche Hannover. Versuch einer Darstellung der allgemeinen Hauptursachen dieser unglücklichen Erscheinungen und der Mittel zur Abhülfe derselben. Braunschweig 11831, 21831, 31831.
- Ueber Insinuations-Documente; auch als Beitrag zu der Lehre der Nichtigkeiten. In: Zeitschrift für die Civil- und Criminal-Rechtspflege im Königreich Hannover. Erster Band, Erstes Heft, S. 7–14. Hannover 1826.
- Von dem Amte der Fürsprecher vor Gericht, nebst einem Entwurfe einer Advocaten- und Tax-Ordnung. Hannover 11820, Celle 21827. Digitalisat
- Von dem Verbrechen des Kindermordes – Versuch eines juristisch-physiologisch-psychologischen Commentars zu den Art.XXXV. und CXXXI. der peinlichen Gerichts-Ordnung Kaisers Carl V., den Art. 157 und 158 des Strafgesetzbuches für das Königreich Baiern u. den §§ 381 u. 385 des Criminal-Codex für das Russische Reich. Hannover 1824. Digitalisat

### Als Herausgeber
- Juristisches Magazin neue Folge für das bürgerliche und Strafrecht mit besonderer Rücksicht auf das Bauernrecht. Neueste Folge erster Band in vier Heften. Herausgegeben von J. Scholz dem Dritten, Oberappellations- und Landesgerichtsprokurator zu Wolfenbüttel; Dr.Liebe, Advokaten zu Braunschweig; Gans, Advokaten zu Celle; Dr. Zachariä, Professor zu Göttingen. Braunschweig 1836. Zweiter Band, vier Hefte. Herausgegeben von J. Scholz dem Dritten, Oberappellations- und Landesgerichtsprokurator zu Wolfenbüttel; Gans, Advokaten in Celle und mehrern Andern. Braunschweig

- Verhandlungen über die öffentlichen Angelegenheiten des Königreichs Hannover und des Herzogthums Braunschweig. In zwanglosen Heften herausgegeben von S. P. Gans, Advocaten in Celle. Bd. l (Heft 1–6 und eine Ergänzungsschrift zum ersten Bande, enthaltend des Herrn Bürgermeisters von Bodungen zu Münden Untersuchungen über den Entwurf eines Staatsgrundgesetzes für das Königreich Hannover, wie solcher von Seiten der landesherrlichen Commissarien zur vorläufigen Berathung vorgelegt ist. Braunschweig 1832.), Braunschweig 1831.
  - Bd. 2. (Heft 1–2), Braunschweig 1832.
- Zeitschrift für die Civil- und Criminal-Rechtspflege im Königreich Hannover. Erster Band, 3 Hefte. Hannover 1826. Erster Band, 4 Hefte, Hannover 1827. Bei der Ausgabe 1827 handelt es sich nur um eine, um ein Heft erweiterte Auflage von 1826.